# Konstanze Vernon

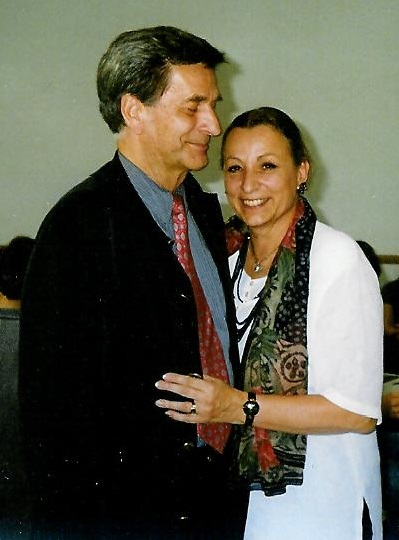
Konstanze Vernon mit Ehemann Fred Hoffmann 1997

Konstanze Vernon, seit 1956 Künstlername von Konstanze Herzfeld, ab 1968 verheiratete Hoffmann (* 2. Januar 1939 in Berlin; † 21. Januar 2013 in München), war eine deutsche Tänzerin, Choreografin und Ballett-Pädagogin.

## Leben
Konstanze Herzfeld war die Tochter des Musikschriftstellers Friedrich Herzfeld und dessen Ehefrau Theresia „Thea“ Herzfeld, geborene Eckstein, einer Opern- und Konzertsängerin. Sie wurde in Berlin im Alter von sechs Jahren Schülerin der russischen Balletttänzerin Tatjana Gsovsky. In Paris erhielt sie zudem eine Tanzausbildung bei Nora Kiss. Mit 14 Jahren war sie Mitglied des Berliner Balletts und mit 17 Jahren deren jüngste Solistin. Heinz Rosen, Ballettdirektor an der Bayerischen Staatsoper, verpflichtete sie 1963 in sein Ensemble in München, wo Konstanze Herzfeld, die sich im Rückgriff auf den in der französisch-schweizerischen Familie ihrer Mutter vorkommenden Namen Vernon ab 1956 Konstanze Vernon nannte, von 1963 bis 1981 Primaballerina an der Bayerischen Staatsoper war. Konstanze Vernon war evangelisch. Sie heiratete 1968 Fred G. Hoffmann. Insbesondere mit ihrem Partner Winfried Krisch und dessen Nachfolger Heinz Bosl feierte Konstanze Vernon(-Hoffmann) an der Bayerischen Staatsoper große Erfolge. Heinz Bosls früher Tod mit nur 28 Jahren (1975) veranlasste sie, im Jahr 1978 die Heinz-Bosl-Stiftung zur Förderung junger Ballett-Talente ins Leben zu rufen. Ihre Aktivitäten in München, darunter als Direktorin der Ballett-Akademie, ermöglichten 1989/90 die Emanzipation des Balletts von der Bayerischen Staatsoper zu einer eigenständigen Ballettkompanie (dem heutigen Bayerischen Staatsballett), der sie von 1990 bis 1998 als Gründungsdirektorin vorstand.
Im Jahr 2010 gab Konstenze Vernon die Leitung der Ballett-Akademie Hochschule für Musik und Theater München ab und gründete unter der Heinz-Bosl-Stiftung das Bayerische Staatsballett II (Junior Company), welches als Brücke zwischen Lehre und Bühnenkarriere jungen Nachwuchstänzern als Sprungbrett dienen soll.

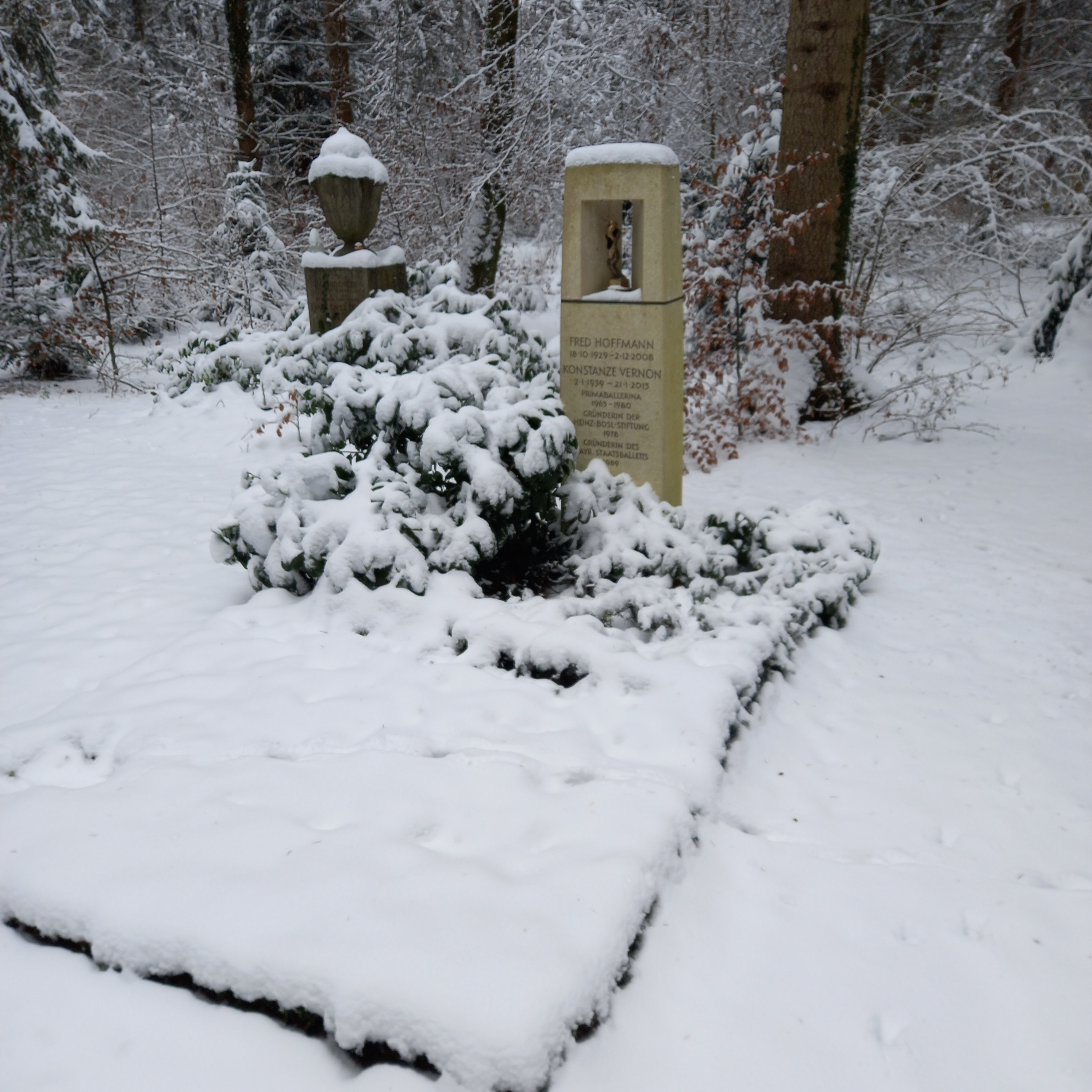
Das Grab von Konstanze Vernon und Fred Hoffmann auf dem Waldfriedhof (München)

## Ehrungen und Auszeichnungen
- 1962 Serge-Lifar-Preis der Pariser „Academie de Danse“
- Berliner Kunstpreis
- 1982 Bayerischer Verdienstorden
- 1990 Kultureller Ehrenpreis der Landeshauptstadt München
- 1991 Deutscher Tanzpreis
- 1993 Bayerischer Maximiliansorden für Wissenschaft und Kunst
- 1997 Bayerische Verfassungsmedaille in Silber
- 1998 Bayerische Verdienstmedaille „Pro Meritis“
- 1998 Ehrenmitglied der Bayerischen Staatsoper
- 2006 Kulturpreis der Bayerischen Landesstiftung
- 2007 Oberbayerischer Kulturpreis
- 2007 Bayerische Verfassungsmedaille in Gold.
- 2014 Benennung der Konstanze-Vernon-Straße in Aubing[2]

## Filmografie (Auswahl)
- 1962: Café Oriental